# CCNG2
CCNG2 (англ. Cyclin G2) – білок, який кодується однойменним геном, розташованим у людей на короткому плечі 4-ї хромосоми.  Довжина поліпептидного ланцюга білка становить 344 амінокислот, а молекулярна маса — 38 866.
| 10         |  | 20         |  | 30         |  | 40         |  | 50         |
| ---------- |  | ---------- |  | ---------- |  | ---------- |  | ---------- |
| MKDLGAEHLA |  | GHEGVQLLGL |  | LNVYLEQEER |  | FQPREKGLSL |  | IEATPENDNT |
| LCPGLRNAKV |  | EDLRSLANFF |  | GSCTETFVLA |  | VNILDRFLAL |  | MKVKPKHLSC |
| IGVCSFLLAA |  | RIVEEDCNIP |  | STHDVIRISQ |  | CKCTASDIKR |  | MEKIISEKLH |
| YELEATTALN |  | FLHLYHTIIL |  | CHTSERKEIL |  | SLDKLEAQLK |  | ACNCRLIFSK |
| AKPSVLALCL |  | LNLEVETLKS |  | VELLEILLLV |  | KKHSKINDTE |  | FFYWRELVSK |
| CLAEYSSPEC |  | CKPDLKKLVW |  | IVSRRTAQNL |  | HNSYYSVPEL |  | PTIPEGGCFD |
| ESESEDSCED |  | MSCGEESLSS |  | SPPSDQECTF |  | FFNFKVAQTL |  | CFPS       |

A: Аланін

C: Цистеїн

D: Аспарагінова кислота

E: Глутамінова кислота

F: Фенілаланін

G: Гліцин

H: Гістидин

I: Ізолейцин

K: Лізин

L: Лейцин

M: Метіонін

N: Аспарагін

P: Пролін

Q: Глутамін

R: Аргінін

S: Серин

T: Треонін

V: Валін

W: Триптофан

Задіяний у таких біологічних процесах як клітинний цикл, поділ клітини, мітоз, поліморфізм, альтернативний сплайсинг. 
Локалізований у цитоплазмі.